# Maurice Fréchard
Maurice Lucien Fréchard (ur. 3 lipca 1928 w Nancy, zm. 27 sierpnia 2023 w Chevilly-Larue) – francuski duchowny rzymskokatolicki, w latach 1996–2004 arcybiskup Auch.

## Życiorys
Święcenia kapłańskie przyjął 3 lipca 1955. 6 września 1996 został mianowany arcybiskupem Auch. Sakrę biskupią otrzymał 27 października 1996. 21 grudnia 2004 przeszedł na emeryturę.